# Osvobozené divadlo
Osvobozené divadlo byla pražská avantgardní divadelní scéna založená jako divadelní sekce Devětsilu v závěru roku 1925 a oficiálně vystupující od února roku 1926.
Počátky souboru, který působil v začátcích Osvobozeného divadla, sahají až do roku 1923, kdy student filosofické fakulty Jiří Frejka se svými přáteli, studenty dramatického oddělení Pražské konzervatoře a elévy Národního divadla (k nimž patřili nebo v letech 1923–1925 postupně přibyli mj. Jarmila Horáková, Miloš Nedbal, Miloslav Jareš, Míra Holzbachová, Václav Trégl, Iša Krejčí, František Vnouček, Světla Svozilová, Stanislav Neumann, Vlasta Petrovičová, Bedřich a Otto Rádlové, František Salzer, Nina Bártů, architekt Antonín Heythum a další) vytvořil Volné sdružení posluchačů dramatické konzervatoře pražské, hrající s laskavým svolením rektorátu, resp. žižkovskou Zkušební scénu. Dne 15. května 1923 uvedl soubor v režii Jiřího Frejky v pražské Měšťanské besedě jeho vlastní hru Kithairon, označenou jako „pseudokomedii“ a inspirovanou Apollinairem.
Jeho počátečním cílem byla kritika společnosti, divadlo bylo silně levicově orientováno, rozděleno na vůdce a personál. Jeho uměleckými vůdci byli Jiří Frejka, Jindřich Honzl, Emil František Burian. Tato divadelní scéna byla poměrně silně ovlivněna dadaismem, futurismem a později i poetismem. Programově se především chtěla lišit od naturalistického pojetí divadelní práce, jak ho prezentovala velká „kamenná divadla“. Kladl se důraz na fantazii herců i diváků, na překonání odstupu mezi jevištěm a hledištěm. Název Osvobozené divadlo mu dal v říjnu roku 1925 Jiří Frejka, podle německého překladu knihy ruského režiséra Alexandra Tairova Das entfesselte Theater (vyd. 1923, Potsdam, Gustav Kiepenheuer Verlag), tj. Odpoutané divadlo či Nespoutané, (odpoutané od strnulého dramatického umění). Knihu Frejka znal a obdivoval. Popud k tomuto pojmenování získal Frejka zřejmě od Karla Teiga, významného člena Devětsilu.
V tomto divadle byla uváděna díla G. Apollinaira, A. Jarryho, J. Cocteaua, André Bretona, F. T. Marinettiho a V. Nezvala. Dále se prosadilo moderní pojetí scény tj. velký důraz na světla, na scéně tančily skupiny dívek, cílem bylo „vtáhnout“ diváka do děje, čímž se dostával do kontaktu s hercem.

## Historie divadla

### Počátky

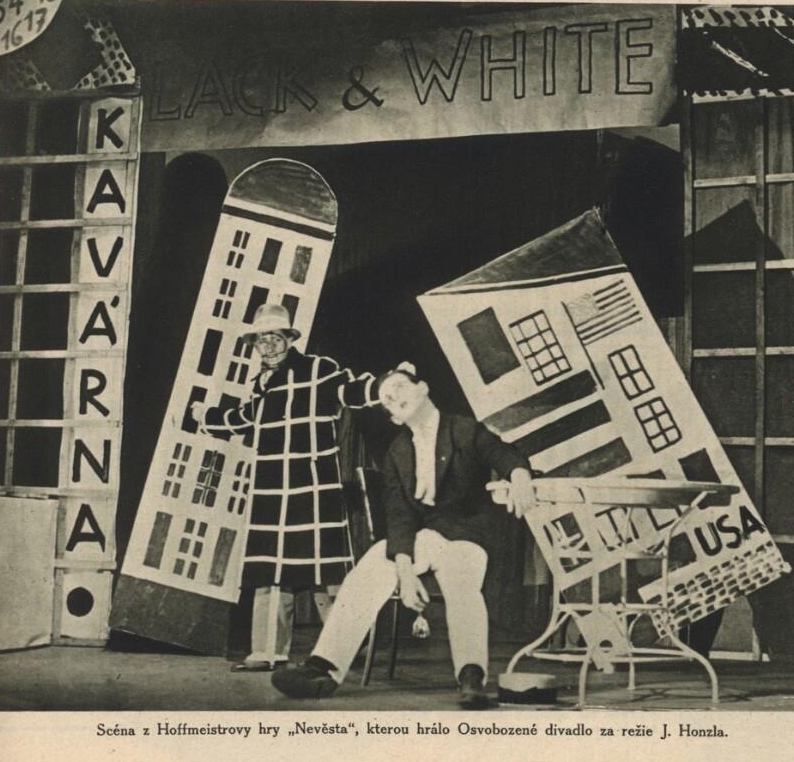
Adolf Hoffmeister: Nevěsta (Osvobozené divadlo, 1927)

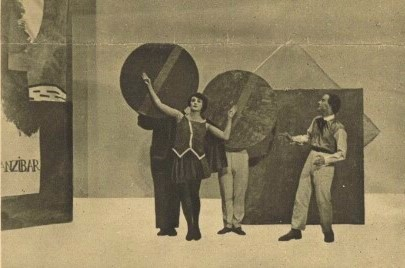
Osvobozené divadlo 1926, Prsy Thiresiovy

Pod jménem Osvobozené divadlo vystoupil kolektiv poprvé dne 17. října 1925 v Bratislavě a současně tentýž den druhá část souboru v Teplicích-Šanově. V Bratislavě vystoupení zahrnovalo přednášku, recitaci, hudbu a tanec od autorů Wolkera, Seiferta, Kalisty a Nezvala. Vystoupili Frejka, Holzbachová a Čtvrtečková. V Teplicích předvedla část souboru Langerovu Periferii v režii bratří Rádlů, za herecké spolupráce Vnoučka, Svozilové, Skrbkové a dalších.
Oficiálně však divadlo začalo hrát (jako sekce S. M. K. Devětsilu) až 8. února 1926, kdy byla uvedena v sále Na Slupi obnovená premiéra Moliérovy hry Georges Dandin, přejmenovaná na Cirkus Dandin – tato hra zůstala kritikou nepochopena, a pravděpodobně i proto zůstával počet diváků velmi nízký. Toto první představení proběhlo v režii Jiřího Frejky. Konstruktivistické představení s herci pod vlivem Mejercholda. Další repertoár: Ribemont – Dessaignese, francouzský surrealista, hra Němý kanár. Polodadaistické šílené představení. Od března 1927 začal v divadle režírovat i Jindřich Honzl.
Počátkem roku 1927 se divadlo přestěhovalo na Malou Stranu, do Umělecké besedy. Zde poprvé vystoupili Jan Werich (1905–1980) a Jiří Voskovec (1905–1981) se svou hrou Vest pocket revue (tj. „revue z kapsičky u vesty“). Téhož roku (26. února 1927) zde se svými klavírními improvizacemi vystoupil i Jaroslav Ježek (1906–1942). Ježkovi publikum vybralo náhodně několik slov a on během představení (tzn. během přibližně jedné hodiny) složil text i melodii k nové písničce s použitím daných slov.
V březnu roku 1927 po interních sporech Jindřicha Honzla s Jiřím Frejkou a E. F. Burianem si Frejka a Burian založili novou scénu – divadlo Dada a odstěhovali se do Umělecké besedy. S Frejkou a Burianem odešla část souboru, mj. Lola Skrbková, bratři Trojanové a Hugo Slípka. Honzl zůstal se zbytkem souboru Na Slupi, jako dramaturg se ve spolupráci s ním začal prosazovat Vítězslav Nezval. Ještě v témže roce si však soubory svá působiště znovu vyměnily. Důvodem sporu Honzla s Frejkou byla podle pozdější interpretace J. Voskovce otázka, zda se má divadlo politicky angažovat, což byl Honzlův záměr, zatímco mladý Frejka se chtěl soustředit na estetické cíle a nechat divadlo apolitické. Svou roli ovšem sehrálo i názorové tříbení uvnitř celé české kulturní avantgardy, její ovlivněnost francouzskými a sovětskými vzory, i postupné nalézání vlastních originálních nápadů.
Poslední představení původního Osvobozeného divadla byly Prsy Thiresiovy, autor Guillaume Apollinaire (1880–1918), překlad Jaroslav Seifert. Hrdinka Tereza usiluje o rovnoprávnost, odmítá rodit, zbavuje se prsů. V tomto představení poprvé vystupoval Jiří Voskovec. Jindřich Honzl jeho angažmá komentoval: „Koukej tady máš příležitost odvděčit se Devětsilu za to svinstvo, co jsi dělal a proč jsi byl z něj vyloučen a polepšit si reputaci…“ Voskovec byl z Devětsilu vyloučen za účinkování ve filmech Pohádka máje, kde hrál Ríšu, Paní Katynka z Vaječného trhu, Ve spárech upíra… Voskovec odpověděl: „Jdi do prdele o to mně nejde. Ale třeba bych si rád zahrál.“

### Voskovec + Werich

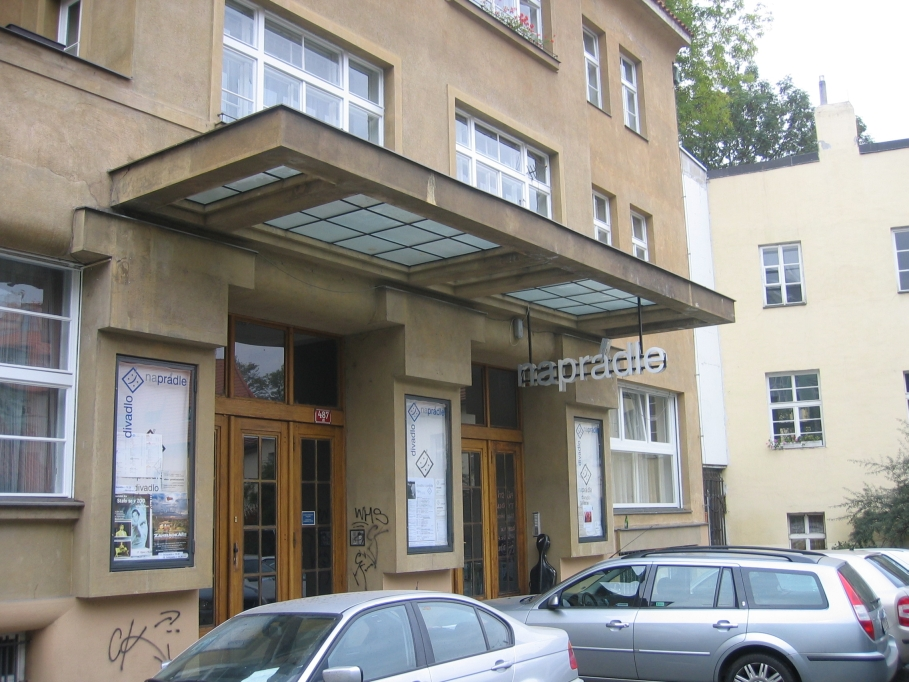
V Umělecké Besedě (dnešní Divadlo Na Prádle v Besední ulici) se odehrála premiéra Vest Pocket Revue

Od této doby bylo divadlo úzce spjato s autorskou dvojicí Jiří Voskovec a Jan Werich (V+W), ke kterým se záhy přidal i Jaroslav Ježek, který k divadelním hrám skládal swingovou a jazzovou hudbu na texty V+W.
Voskovec s Werichem se znali jako spolužáci již z pražského gymnázia, ale jejich tvůrčí spolupráce započala až v redakci týdeníku Přerod, který vedl Hubert Ripka, pozdější ministr v exilových a poválečných vládách. Jednalo se o legionářský týdeník. Voskovcův otec Vilém Wachsmann (během války, aby uchránil rodinu se přejmenoval na Vaksman, později si jméno legalizoval) byl ruský legionář a kapelník, založil vojenskou hudební školu, několik absolventů poté účinkovalo v Osvobozeném divadle. Voskovec, Werich a Vladimír Müller vedli v Přerodu kulturní rubriku, Werich byl filmový referent, jelikož byl „odborníkem“ na detektivní žánr. V tomto uskupení vyšlo 7 čísel. Poté byli z redakce týdeníku propuštěni.
Další výraznou osobností Osvobozeného divadla se stal režisér Jindřich Honzl (1894–1956), který od března 1927 režíroval všechny hry Osvobozeného divadla, zároveň působil jako teoretik avantgardního divadla, později odešel do Brna.

### 1927 Vest pocket revue

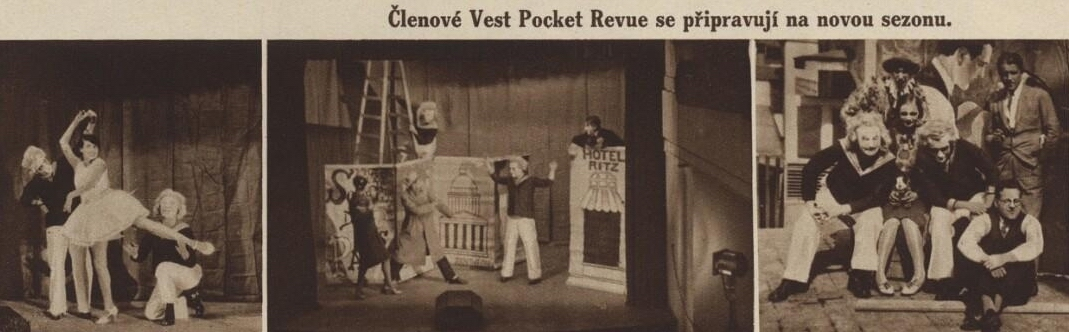
Vest pocket revue, Osvobozené divadlo 1927

První hra Vest pocket revue vznikla pro Voskovcovy spolužáky a profesory z francouzských lyceí. J. Voskovec absolvoval lycée Carnot a jeho spolužákem byl např. literární teoretik a kritik Václav Černý. Voskovec během studia vynikal ve filozofii, převážně v analýze. Hra byla uvedena na mikulášské zábavě, objevily se zde masky, cirkusové prvky, Voskovec byl ovlivněn trojicí klaunů rodinného tria Fratellini z cirkusu Medrano, které bylo miláčkem pařížských intelektuálů, a také avantgardním divadlem Vieux-colombier v Paříži používající prvky japonského divadla Noh. Jiří Voskovec jako student tato divadla navštěvoval s přítelem malířem Josefem Šímou, velmi jej ovlivnila hra Carosse du saint Sacrament, Kočár nejsvětější svátosti, autor Charles Vildrac a Loď Tenacity (Le Paquebot Tenacity). Dalším zdrojem inspirace byli: Charlie Chaplin, Stan Laurel a Oliver Hardy či komik Maurice Chevalier. Jan Werich psal v té době povídky s detektivní zápletkou ovlivněné G. K. Chestertonem, jedna z nich tvořila fabuli Vestpoketky.

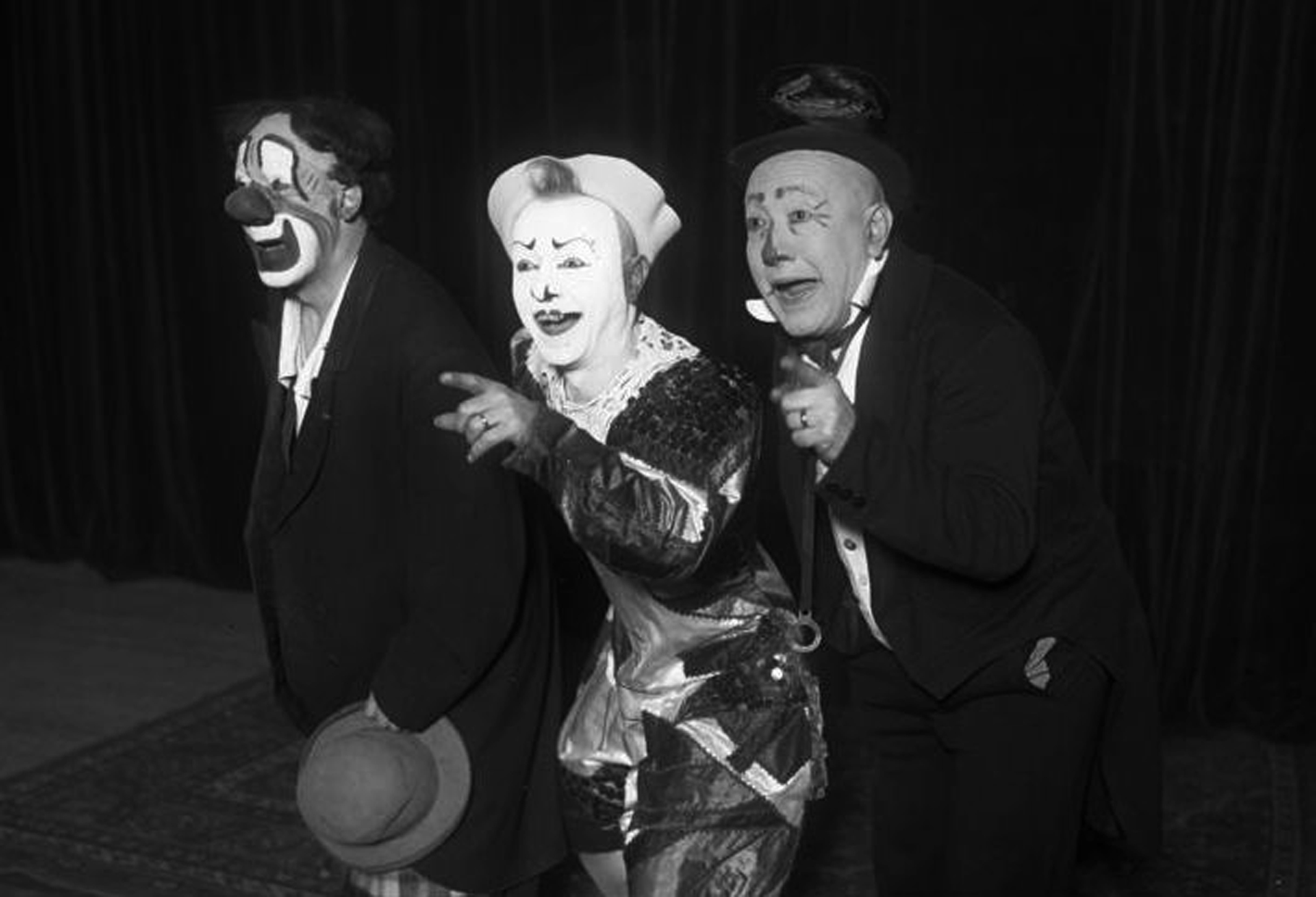
Fratellini trio: Paul Fratellini (1877 – 1940), François Fratellini (1879 – 1951) poetický klaun, Albert Fratellini (1886 – 1961) divoký a bláznivý klaun.

Čtveřice Honzl, Ježek, Voskovec a Werich postupně ovládla Osvobozené divadlo. Jejich hry až do roku 1932 byly spíše zábavné, satira nebyla jejich programem a objevovala se spíše v narážkách na tehdejší společenské poměry u nás i ve světě. Vystupovali v maskách vyrobených po vzoru poetického Françoise Fratelliniho (Voskovcova maska) a divokého Alberta Fratelliniho (maska Jana Wericha). Také je silně ovlivnil Charlie Chaplin. Jelikož ale nebyli tak pohybově zdatní jako opravdoví klauni, herci či artisti, ani jeden neměl hereckou či v té době cirkusovou průpravu, rozhodli se být intelektuální slovní klauni a to, co klaun provádí na jevišti tělem budou provádět oni mluvou. Jejich masky připravil Vladimír Müller, který hrál v prvních představeních fotografa Josseka. V hrách se objevovala kritika mladé Československé republiky, politiků „agrárníků“, nezaměstnanosti. Především však marný boj proti lidské blbosti a oslava imaginace a poetismu podle programu Devětsilu. Hry byly promyšleny a dlouho připravovány, byly to slovní bitvy mezi Werichem a Voskovcem. Psaní často zabíralo až dvacet hodin práce. Balada z hadrů vznikla za deset dní. Jejich vystoupení bývala obohacena i improvizací podle reakcí publika.
V tomto období využívali především historické náměty a exotická prostředí, ta pak převáděli do místních poměrů (Sever proti jihu, Golem, Nebe na zemi, Ostrov Dynamit, Fata morgana, Smoking revue a Premiéra Skafandr – tato hra byla neúspěšná).

### Smoking revue 1928
Smoking revue měla premiéru 1. září 1928 v divadle Adria (sál hotelu Adria v Praze na Václavském náměstí 784/26, dříve Burianovo divadlo). Časopis Český svět charakterizoval tuto hru, že se jednalo o premiéru „...poněkud méně spanilé a rozmarné sestřičky, slavné prvorozenky Voskovce & Werycha (sic!) West–Pocket–Revue...“
 Voskovec a Werich zde vystupovali jako Positiv a Negativ.
V Umělecké besedě: Gorila ex machina, variace na detektivky Kostky jsou vrženy. Král Ubu Alfréda Jarryho také v roce 1928. V roce 1929 v představení Premiéra Skafandr začal s V+W spolupracovat třetí podstatný hudební tvůrce, hudební skladatel Jaroslav Ježek.
V této době V+W zavedli tzv. forbíny z německého Vorbühne (předscéna), tj. improvizované dialogy na předscéně, které reagovaly na aktuální politické a kulturní události. Tyto dialogy byly pokaždé jiné, nepřipravované. Původně vznikly díky poruše kulis při jednom z představení – V+W chtěli na dobu nutnou pro opravu zabavit diváky. Jedinou ženou, která s nimi vystoupila na forbíně, byla Ljuba Hermanová. Forbíny pak po válce dělal Werich i s Miroslavem Horníčkem v divadle ABC.

### 1929–1932 UNováků

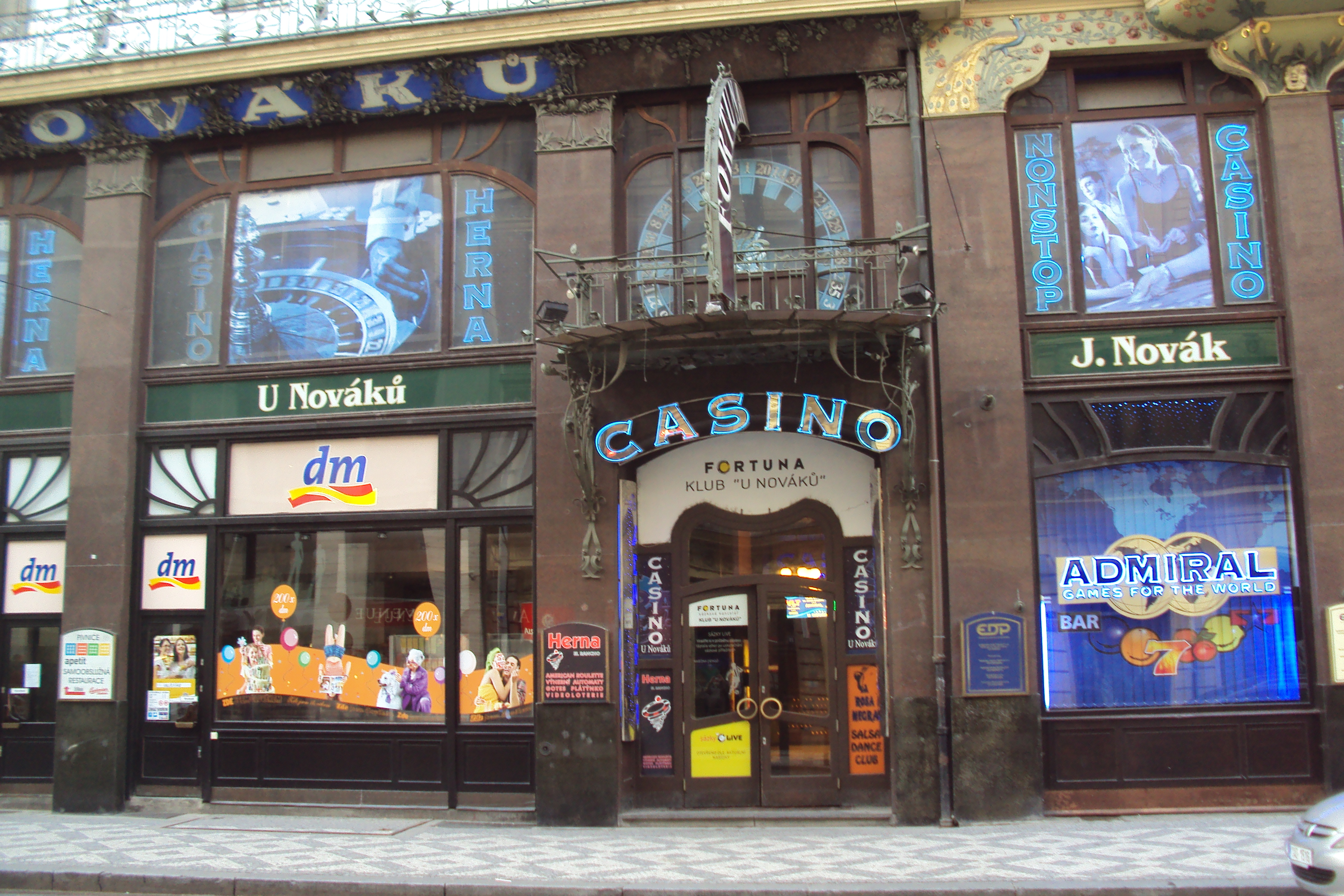
Pasáž U Nováků, působiště divadla v letech 1929 – 1932.

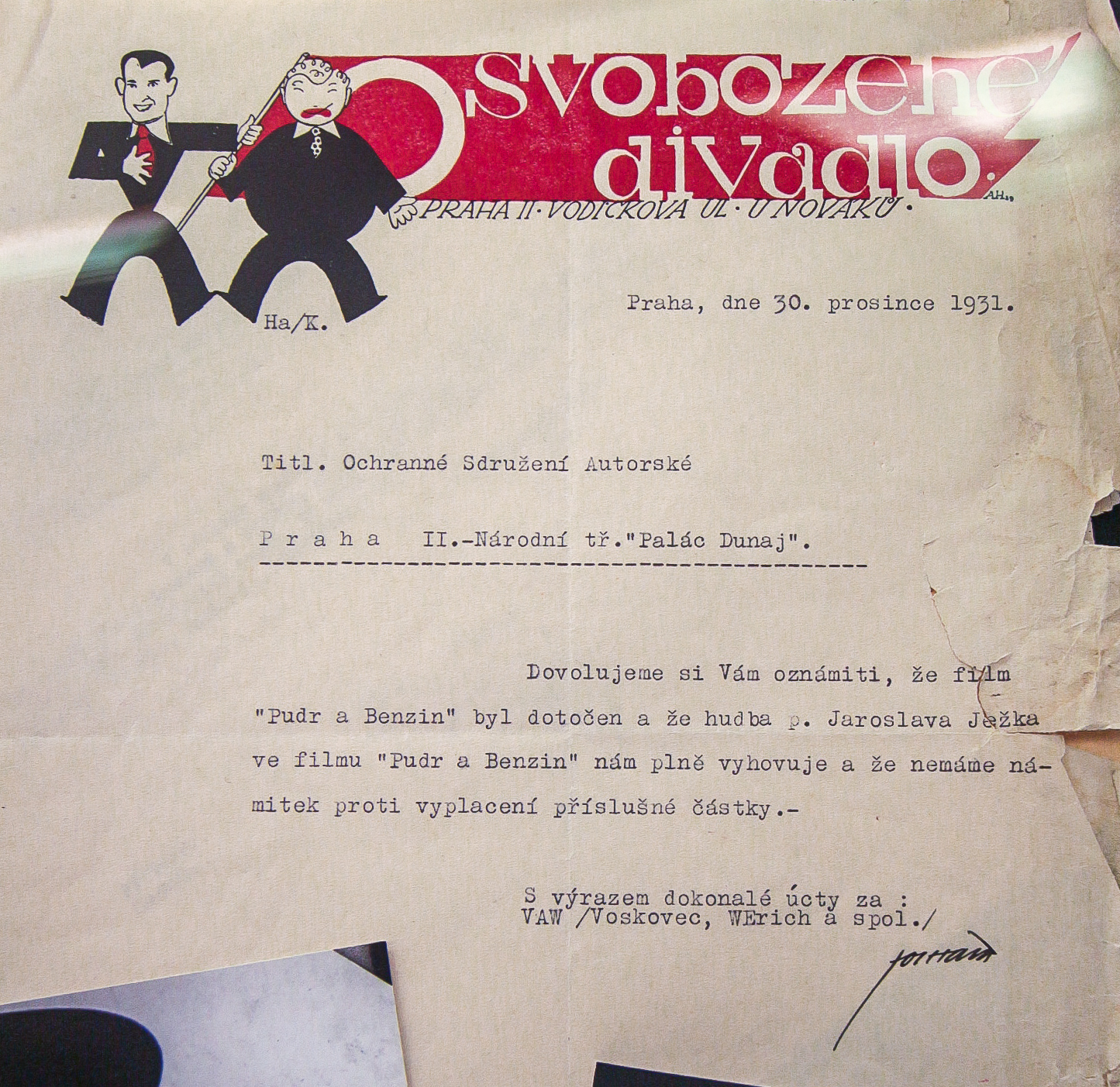
Dopis se souhlasem V+W a spol. k vyplacení honoráře J. Ježkovi k filmu Pudr a benzin s datem 30. prosince 1931.

Roku 1929 se divadlo přestěhovalo do komfortního divadelního sálu paláce U Nováků (dnes sídlo divadla ABC), kde měla 19. října premiéru hra Líčení se odročuje, dále zde byla uvedena Fata morgana (1929). Se souborem vystupoval komik Ferenc Futurista, který měl svou vlastní show, kde převážně předělával kabarety z francouzského divadelního světa a upravoval je do českého „pivního“ prostředí. V souboru byl důležitý též choreograf Joe Jenčík se svými girls, což byl dívčí taneční a baletní soubor. Architektem se stal František Zelenka, o kterém se Voskovec vyjadřoval, že byl silně přeceňován, se svou programově naivistickou výpravou, kupříkladu lokomotiva, která se postupně zvětšuje atd. Divadlo prosperovalo navzdory začínající hospodářské krizi. V roce 1930 měla premiéru nesmírně úspěšná hra Ostrov Dynamit, ze které pochází píseň Tmavomodrý svět. Další hry: Sever proti jihu, Don Juan & comp. a Golem. V letech 1931 až 1932 vznikly filmy Pudr a benzín a Peníze nebo život. Oba režíroval Jindřich Honzl.

### 1932–1933
V roce 1932 zahajovala sezonu historická hra Robin zbojník o lidovém hrdinovi Robinu Hoodovi. Podklady Voskovec často nalézal v knize Pod listnatým stromem, kterou napsal František Chudoba. Kniha obsahuje úvahy o anglickém písemnictví a svým vysokým uměleckým stylem, archaickým lehce patetickým jazykem působí sama o sobě velmi absurdně až komicky. Hra byla první pohádkou poetického dua, objevily se zde písně Proč nemohu spát a Nashledanou v lepších časech.
Po těchto hrách přišla roku 1932 první vyloženě politická hra Caesar, ve které autoři upozornili na nebezpečí fašismu a na krizi formálního parlamentarismu. Výrazně přitvrdili i v kritice společnosti, po této hře začalo být toto divadlo považováno za politické. Dělali si legraci ze Společnosti národů a Edvard Beneš chtěl, aby hra byla zakázána, protože je nedemokratická. To mu později rozmluvil Hubert Ripka. Voskovec o hře mluví jako o daumierovské karikatuře. Další hra Osel a stín (1933) se nejen hlásila k politické satiře (hra byla silně protinacistická), ale zároveň se posunula ještě více doleva a lze říci, že V+W začali přímo propagovat myšlenky jednotné fronty v pojetí socialisticky orientovaných politických sil. Odehrávala se v řecké Abdeře, jakémsi antickém Kocourkově. V roce 1933 jedno představení Osvobozeného divadla ( Svět za mřížemi) navštívil Tomáš G. Masaryk poté, co V+W odmítli přijet hrát jen pro jednoho diváka do Lán či na Hrad. Prezidentská kancelář tehdy jen požadovala, aby se nedělala z návštěvy prezidenta reklama a byla připravena lóže. Diváci při jeho příchodu povstali a doprovodili prezidenta na připravené místo potleskem. Masaryk komentoval představení: „Hoši jsou talentovaní a ten Voskovec je vzdělán.“ Slíbil, že opět přijde, což kvůli jeho zdravotnímu stavu nebylo později možné.

### Osel a stín 1933, protesty Německa
13. října 1933 měla premiéru hra Osel a stín, která měla velké problémy s cenzurou, kritika nacismu tu byla již přímá, osel promlouvá k Abdéřanům autentickým hlasem vůdce. Hra je věnována doktoru Schoenbaumovi, který dvojici seznámil s příběhem o zaplacení oslova stínu ze spisu Dějiny Abderistů. Autorem spisu byl Kristof Martin Viland. Uvedení hry Osel a stín vedlo k protestům ze strany nacistického Německa pro urážku hlavy státu. V+W používali v promluvách osla hlas Adolfa Hitlera, hajlování atd. Představení navštívil také tehdejší ministr zahraničních věcí Edvard Beneš a hra se mu líbila. "Budeme trvat na naší konstituci a na svobodě projevu", pronesl. Požádal jen, aby se snad nepoužíval autentický hlas představitele jiného státu. V+W změnili tedy jméno postavy z Hitlera na Kohosi a odstranili autentický hlas v promluvě osla. Především německá mládež hru narušovala, byla však vyvedena policií. Později se objevily i náznaky přípravy fyzického útoku na V+W. Hra způsobila jejich definitivní zápis na černou listinu u českých fašistů a německých nacistů.
Poté byla uvedena hra Slaměný klobouk situována do Paříže roku 1900 se secesním valčíkem: Báječná je Paříž. Text původní frašky Eugène Labicha přeložila Voskovcova matka. Hra nebyla tehdejší generací příliš oceněna, obsahuje totiž nostalgii a poezii roku 1900, což nebylo ve třicátých letech příliš zajímavé.
V roce 1934 režíroval Mac Frič společně V+W film Hej rup!.

### 1934–1935 Bojovná sezóna
Sezónu 1934 zahajovala hra Kat a blázen, někdy se tato sezóna označuje jako „bojovná sezóna“. Hra Kat a blázen se odehrávala ve fiktivní zemi, která se nazývala Mexiko. Určení hry znělo: “Děje se v Mexiku, mimo čas a prostor”. Na hru přišly protesty od mexického velvyslance, ale jelikož ve hře nebyly použity žádné vlajky ani symboly mexického státu, byly tyto protesty zamítnuty. Jednalo se o silně politickou hru s protinacistickým obsahem. V+W si v ní poprvé tykali, protože jejich postavy Radůzo a Mahuleno žijí spolu dlouho na ostrově. J. Voskovec tykání vysvětluje: „...žijí na tom ostrově taková léta, to je přece blbost, aby si vykali“. Ve hře je také narážka na novináře Engelmüllera z pravicového listu Národní politika, který psal, že duo mluví oplzle a baví se jen o výkalech. Voskovec odmítá Werichovy provokace, aby řekl na pódiu slovo hovno: „Já to řeknu a co bude psát Engelmüller.“ Hra byla narušována pravicovou mládeží, kterou platil poslanec František Hodáč. Poté následovaly hry jako Vždy s úsměvem a Panoptikum. Po různých protestech, demonstracích a útocích v tisku se V+W rozhodli odpočinout, divadlo uzavřít a uchýlit se k filmové práci.

### 1935–1936 Film a Spoutané divadlo
Došlo tedy opět ke sblížení s filmovým magnátem Milošem Havlem. Navrhli mu zfilmovat starší hru Golem. Osvobozené divadlo bylo tedy dobrovolně dvojicí uzavřeno, uzavření divadla bylo uváděno jako projev cenzury či tvůrčí únavy. V+W objížděli po celé léto československou republiku, aby sehnali dostatek finančních prostředků. Poslední představení odehrané U Nováků bylo Panoptikum. Voskovec situaci líčí ve Schonbergově rozhovoru: „Lidé brečeli, mávali, tahali nás za ruce. Hysterie. Atmosféra téměř pohřební.“ Film Golem měl být realizován francouzským režisérem Duvivierem, na zásah Miloše Havla, který režiséra oslovil během svého pobytu v Paříži. V roce 1936 Duvivier film v Praze natočil, ale jinak. V+W ve filmu neúčinkovali a jsou uvedeni pouze jako spoluautoři. Film byl přesto úspěšný.
Po krachu u filmu přišla další neradostná zpráva, jelikož scéna U Nováků ve Vodičkově ulici byla obsazena operetou, nebylo možné obnovit Osvobozené divadlo. Bylo jim nabídnuto účinkování v Národním divadle, s nabídkou přišel Stanislav Lom, kde mělo duo V+W zpracovat Komenského Labyrint světa a vystupovat jako postavy Všudybyl a Mámení. Po zveřejnění této informace přišly útoky z pravicového nacionalistického tisku, že by národní scéna neměla hostit tyto dva věčné studenty, kterým nic není svaté. Plánované angažmá tedy bylo zrušeno. Hra Labyrint světa a ráj srdce se tedy neuskutečnila. V roce 1935 Jan Werich s Jaroslavem Ježkem, Jindřichem Honzlem a Františkem Zelenkou odlétli do Moskvy na III. festival moskevských divadel. Vízum bylo Voskovcovi zamítnuto, jelikož jeho otec byl v ruských legiích. Jaroslav Ježek byl nadšen z některých tamních divadel, ale z celkové situace v sovětském Rusku měl smíšené pocity. Do Moskvy byli pozvání i další čeští divadelníci a div. kritici, např. Julius Fučík, režiséři Karel Dostal a František Salzer, herečka Jiřina Štěpničková.
Nutnost finanční i tvůrčí, také publikum se dožadovalo návratu své oblíbené dvojice, nutila obnovit již mnohem úspornější verzi Osvobozeného divadla. Přejmenovalo se na „Spoutané divadlo“ a mělo jen několik protagonistů z dřívějšího souboru. Pronajali si malý sál s malým jevištěm „za rohem“ v malinkém  divadle Rokoko na Václavském náměstí (nedaleko od Domu U Nováků). V+W přestali být zaměstnavateli a stejně jako ostatní členové souboru Spoutaného divadla se stali jeho podílníky. Zahajovalo se hrou Balada z hadrů. Úvod hry byl paralelou Gorkého hry Na dně. Hra vypráví příběh Françoise Villona, celá je sestavena z dialogů, tercet Jindřich Honzl se ujal režie, která byla velmi úsporná a Voskovec ji označil za jeho nejlepší, kterou kdy pro Osvobozené divadlo udělal. V tomto období napsali V+W své nejlepší hry (Balada z hadrů, Rub a líc, Těžká Barbora).

### 1936 Znovu Osvobozené divadlo
Opereta, která měla pronajatý sál U Nováků zkrachovala, proto se v roce 1936 Spoutané divadlo mohlo vrátit do paláce U Nováků a tím i k původnímu názvu Osvobozené divadlo. Jejich protinacistické směřování bylo vyhlášeno i na mezinárodní divadelní scéně.

### 1937–1938
V roce 1937 vznikl film Svět patří nám v režii Mace Friče.
Na podzim 1938 chystalo Osvobozené divadlo premiéru apolitické komedie Hlava proti Mihuli. Premiéra hry měla být 10. listopadu 1938, ale v předvečer premiéry byla Osvobozenému divadlu výnosem Zemského úřadu odňata divadelní koncese, což znamenalo jeho konec. Pravděpodobným jedním z důvodů odnětí koncese byl německý nátlak.
| „                                        | Voskovec a Werich ve svých posledních hrách zvláště zdůrazňovali levé tendence ... celým svým souborem a směrem jsou orientováni až na hranice komunismu a jejich náměty se většinou obíraly zesměšňováním politiky a úřadů, nezdá se zdejšímu úřadu za vhodné, aby v nynější době, kdy velký národ volá po sjednocení, byla část občanstva, a zvláště mládež, vychovávána v tomto směru. | “ |
| — Zdůvodnění odebrání divadelní koncese. | |   |

Voskovec pro své původní jméno Wachsmann byl označován německým bulvárem za Žida. V lednu 1939 hlavní protagonisté odcestovali do Francie, kde Werich poprvé a Voskovec naposledy navštívili představení komického tria Fratellini. Jan Werich svými výbuchy smíchu způsobil v divadle menší senzaci, později odcestovali do USA.
Poslední hra dua V+W v Praze byla Pěst na oko s plakátem s koláží, na které je Michelangelův David vyzbrojen plynovou maskou.

### 1946–1948
Po druhé světové válce (1946) se Jan Werich a Jiří Voskovec (Jaroslav Ježek zemřel roku 1942 v USA) pokusili obnovit Osvobozené divadlo (hra Divotvorný hrnec), ale společenské poměry nebyly politické satiře příliš nakloněny, navíc se společnost posunula doleva a pokud by chtěli pokračovat v nastalém trendu, museli by kritizovat to, za co v předchozích letech bojovali.[zdroj?]
Werich se vrátil již v roce 1945 záhy po osvobození. K návratu jej povolal sám ministr Václav Kopecký. Voskovec zůstal v USA až do roku 1946. Voskovec se sám k situaci Československu nevyjadřoval nijak pochvalně, všude byla cítit kolaborace s fašisty a nacisty.[ujasnit]
Navíc se již počátkem tohoto období objevily rozpory mezi oběma autory o dalším směřování divadla, což se samozřejmě podepsalo na jejich dialozích. Po emigraci Jiřího Voskovce Osvobozené divadlo zaniklo úplně.
Voskovec také jako syn ruského legionáře nedostal ve třicátých letech vízum do Sovětského svazu, kam odcestoval pouze Werich s Ježkem. I tyto obavy mohly sehrát po roce 1948 určitou rozhodující roli. Voskovec odcestoval do Paříže, kde pracoval pro organizaci UNESCO. V roce 1950 do USA. Paradoxem však zůstává fakt, že Werich se stal po únoru 1948 ředitelem Divadla ABC, zatímco Voskovec byl v New Yorku uvězněn na ostrově Ellis Island pro podezření z komunismu. Ve vězení strávil 11 měsíců. Jednalo se o takzvanou hysterii mccarthismu. Z vězení se zachoval Voskovcův dopis adresovaný Ferdinandu Peroutkovi, ve kterém se na něj Voskovec obrací s prosbou o pomoc v nezáviděníhodné situaci.
Jan Werich navázal na tradici Osvobozeného divadla v duu s Miroslavem Horníčkem, později i dvojfilmem Císařův pekař a pekařův císař navázal na starší hru Golem Osvobozeného divadla. Některé texty V+W doplnil vlastními úpravami (závěr hry Caesar, doplnil i sloku k písni David a Goliáš s antinukleární tematikou).
Spolupráce dvojice V+W již nemohla být realizována jinak než jen korespondencí, kterou posílal Voskovec na Werichovu pražskou či italskou nebo rakouskou adresu, dopisy se obsahově velmi liší; ty pražské jsou jen v náznacích, italské kriticky zcela otevřené. Jan Werich po přečtení dopisy odesílal zpátky Voskovcovi, který je archivoval. Celou korespondenci postupně vydalo Nakladatelství Akropolis ve třech svazcích v letech 2007 a 2008. Jiří Voskovec se věnoval v USA divadlu a filmu (méně již politické kritice) a své velké lásce literatuře, která byla jeho hlavní ambicí. Naopak Jan Werich se věnoval více psaní a převážně v roce 1968 i politické kritice. Werich a Voskovec se naposledy setkali v roce 1974 ve Vídni.

## Význam
Zajímavé byly prostředky, kterými V+W dosáhli celonárodní obliby a popularity. Vydávali dva žurnály, Vest Pocket Revue a Lokální patriot. Lokální patriot byl spíše rozšířeným programem divadla. Vycházely gramofonové desky s dialogy kupř. v roce 1934 u Ultraphonu vyšlo Kam asi svět míří? Slaměný klobouk atd., rozhlasová vystoupení a zájezdy po Československu, filmy.
Z architektů a výtvarníků působili v Osvobozeném divadle: František Zelenka, Alois Wachsman a Bedřich Feuerstein, poslední scénu vytvořil Jiří Trnka.
Z hudebníků začínali v Osvobozeném divadle Robert Brock či Karel Ančerl.
Z herců to byli Jindřich Plachta, Bohuš Záhorský či František Filipovský.
V  dubnu 1933 navštívil Osvobozené divadlo prezident republiky T. G. Masaryk, který se přišel podívat na revue Svět za mřížemi. Z návštěvy se dochovalo několik fotografií. Avantgardní ruský režisér Vsevolod Emiljevič Mejerchold, zavítavší do Osvobozeného divadla v roce 1936 na Nebe na zemi nazval dvojici V+W jako znovuoživení komedie dell'arte. V divadle působil i zuřivý reportér Egon Ervín Kisch ve hře Rub a líc na jaře 1937. Podle fotografií ze hry Osel a stín namaloval obraz Jan Zrzavý. Ruský lingvista Roman Jakobson sepsal krátký jazykovědný rozbor několika rozhovorů dvojice Voskovec a Werich (vydáno v JAKOBSON, Roman Osipovič: Poetická funkce).
Na činnost Osvobozeného divadla navázalo na přelomu 50. a 60. let Divadlo Na zábradlí, divadlo Semafor (obě založená mj. Jiřím Suchým) a další divadla malých forem, kterých v 60. letech vzniklo v Československu velké množství.

## Hry Osvobozeného divadla
- Vest pocket revue – Tu- i cizozemské radovánky o devatenácti obrazech
- Smoking revue – Vest-pocket o 16 obrazech
- …si pořádně zařádit – Komedie o třech dějstvích
- Gorila ex machina
- Kostky jsou vrženy
- Premiéra Skafandr
- Líčení se odročuje
- Fata morgana
- Ostrov Dynamit od této hry s k V+W nedílně přidává Jaroslav Ježek
- Sever proti jihu
- Don Juan & comp.
- Leon Clifton (viz Gorila ex machina)
- Golem
- Caesar
- Robin zbojník
- Svět za mřížemi
- Osel a stín
- Slaměný klobouk
- Kat a blázen
- Vždy s úsměvem
- Panoptikum
- Balada z hadrů
- Nebe na zemi
- Rub a líc
- Panorama 1927-1937
- Těžká Barbora
- Pěst na oko

## Významní představitelé
Tímto divadlem prošla řada osobností:
- Jan Werich
- Jiří Voskovec
- Jaroslav Ježek
- Jindřich Honzl
- Jiří Frejka
- František Filipovský
- Václav Trégl
- Jindřich Plachta
- Vladimír Šmeral
- Bohuš Záhorský
- Jarmila Švabíková
- František Černý
- Blanka Waleská
- Miloš Nedbal
- Hana Vítová
- František Vnouček
- Světla Svozilová
- Ferenc Futurista
- Jan Pivec
- Stanislav Neumann
- Emil František Burian
- Jiřina Štěpničková
- Robert Brock
- Joe Jenčík
- Saša Machov
- František Zelenka
- Alois Wachsman
- Bedřich Feuerstein

### Literatura

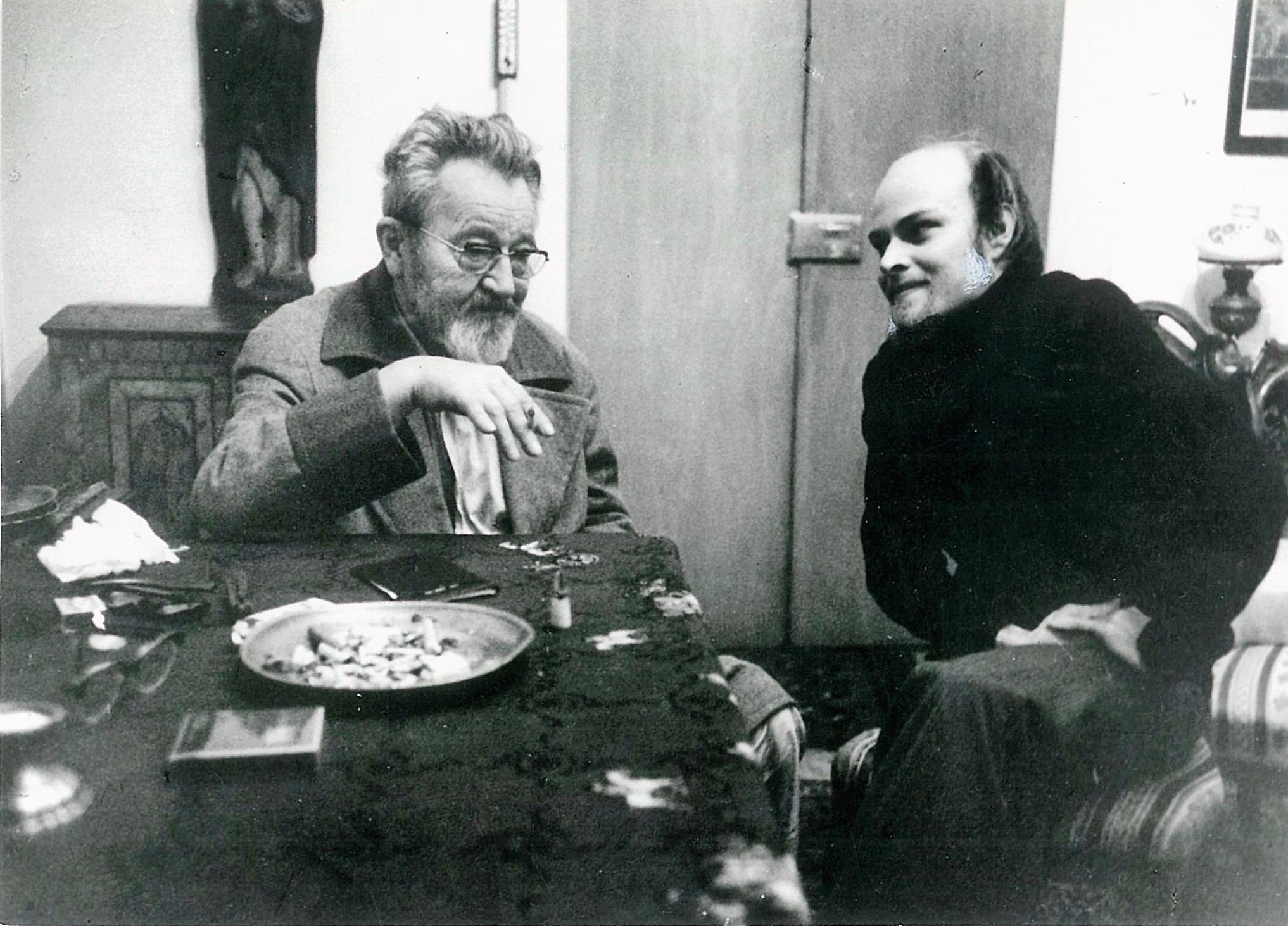
Jan Werich a autor knih o Osvobozeném divadle Jaromír Pelc na Kampě v roce 1977

## Vzpomínka Františka Filipovského
| „                      | „Na premiérách v Osvobozeném divadle jsme si také říkali, že kdyby při představení spadl strop, je po české kultuře. V hledišti totiž pravidelně sedělo všechno, co patřilo ke špičce české kultury - a nejen divadelní. Byli tam spisovatelé, malíři, sochaři, herci, kritici, muzikanti, skladatelé - jako kdyby ty premiéry organizoval nějaký všeobecný svaz české kultury.“ | “ |
| — František Filipovský | |   |